# Turriaco
Turriaco é uma comuna italiana da região do Friuli-Venezia Giulia, província de Gorizia, com cerca de 2.437 habitantes. Estende-se por uma área de 5 km², tendo uma densidade populacional de 487 hab/km². Faz fronteira com Fiumicello (UD), Ruda (UD), San Canzian d'Isonzo, San Pier d'Isonzo.

## Demografia
| Variação demográfica do município entre 1861 e 2011                               |
|                                                                                   |
| Fonte: Istituto Nazionale di Statistica (ISTAT) - Elaboração gráfica da Wikipedia |